# Órfãos da Terra
Órfãos da Terra é uma telenovela brasileira produzida e exibida pela TV Globo de 2 de abril a 27 de setembro de 2019 em 154 capítulos, com o último capítulo reexibido no dia subsequente, 28 de setembro. Substituindo Espelho da Vida e sendo substituída por Éramos Seis, foi a 93.ª "novela das seis" transmitida pela emissora. 
Teve a autoria de Duca Rachid e Thelma Guedes, com a colaboração de Dora Castellar, Aimar Labaki, Carolina Ziskind e Cristina Biscaia, teve direção de Pedro Peregrino, Bruno Safadi, Alexandre Macedo e Lúcio Tavares. A direção geral foi de André Câmara e a direção artística de Gustavo Fernandez.
Contou com as atuações de Julia Dalavia, Renato Góes, Alice Wegmann, Marco Ricca, Ana Cecília Costa, Eliane Giardini, Paulo Betti, Anajú Dorigon, Carmo Dalla Vecchia e Eli Ferreira
Em 2020 ganhou o Prêmio Emmy Internacional de melhor telenovela, sendo este o segundo prêmio das autoras Rachid e Guedes. O primeiro havia sido com Joia Rara (2013).

## Enredo
Vítimas da guerra da Síria, Missade e Elias fogem para o Líbano com seus filhos, Khaled e Laila – que aceita se casar com o poderoso sheik Aziz Abdalah em troca de dinheiro para pagar o tratamento do irmão, que ficou gravemente ferido. Porém, quando o irmãozinho morre, a moça foge para o Brasil com seus pais, irritando o futuro marido, que envia atrás dela Jamil, seu braço-direito e noivo de sua filha, Dalila, para que traga ela a força. Inevitavelmente, os dois se apaixonam e se tornam fugitivos de Aziz, que decide também ir ao país para garantir que seu casamento seja cumprido junto com seus capangas, Fauze, Youssef e Houssein – primo de Jamil, que também se torna fugitivo depois que o sheik descobre seu romance com uma de suas esposas, Soraia, mãe de Dalila, matando-a impiedosamente.
Após encontrar Laila e Jamil, o sheik é misteriosamente assassinado, o que faz Dalila ir ao Brasil disposta a se vingar de Jamil e Laila – que julga serem culpados – com ajuda de Paul. Quem se torna um estorvo na vida de dela é Fauze, que foi abandonado na prisão pelo sheik ainda vivo e, ao conseguir a liberdade, vai atrás de Dalila em busca de vingança. Além disso, Laila também passa a ser disputada por Bruno, um fotógrafo que se apaixonou por sua história, mas namora a ardilosa Valéria, moça que só pensa em se dar bem e mantém um caso com o pai dele, Norberto. A vinda ao Brasil também abala o relacionamento de Missade e Elias, que se envolve com Helena, uma psicóloga que faz de tudo para seduzi-lo e acabar com o casamento.
Rânia, prima de Missade, e Miguel, que acolhem a família de Laila no Brasil, são pais de três moças: Zuleika, que é mãe da adolescente  feminista Cibele, e passou anos em um casamento infeliz, mas começa a redescobrir a vida ao se envolver com o delegado Almeidinha, o que a família acha um desgosto; Aline tem dois filhos e sempre sonhou em ter uma menina, adotando a refugiada Yasmin sem saber que a mãe dela, Mágida, está viva e à procura dela. Camila quase duas décadas mais jovem que as irmãs, é uma moça venenosa e interesseira que só pensa em dinheiro e se alia com Dalila contra a prima Laila. Ainda há o humorado quadrilátero amoroso entre Sara, Abner, Ali e Latifa, de famílias judias e árabes. O avô de Sara, Bóris, vive as turras com o avô de Ali, Mamede, enquanto a mãe de Abner, Esther, quer ver o filho casado o quanto antes.

## Elenco
| Intérprete          | Personagem                                   |
| ------------------- | -------------------------------------------- |
| Julia Dalavia       | Laila Faiek                                  |
| Renato Góes         | Jamil Zarif                                  |
| Alice Wegmann       | Dalila Abdallah / Basma Bakri                |
| Carmo Dalla Vecchia | Paul Abbás                                   |
| Rodrigo Simas       | Bruno Monte Castelli                         |
| Kaysar Dadour       | Fauze Harun                                  |
| Ana Cecília Costa   | Missade Faiek                                |
| Marco Ricca         | Elias Faiek                                  |
| Carol Castro        | Drª. Helena Torquato                         |
| Eliane Giardini     | Rânia Anssarah Nasser                        |
| Paulo Betti         | Miguel Nasser                                |
| Danton Mello        | Antônio Carlos Almeida (Delegado Almeidinha) |
| Emanuelle Araújo    | Zuleika Nasser                               |
| Anajú Dorigon       | Camila Nasser                                |
| Bia Arantes         | Valéria Augusta                              |
| Guilherme Fontes    | Norberto Monte Castelli                      |
| Leona Cavalli       | Teresa Monte Castelli                        |
| Eli Ferreira        | Marie Patchou                                |
| Verônica Debom      | Sara Roth Fischer / Maria                    |
| Mouhamed Harfouch   | Ali Al Aud                                   |
| Marcelo Médici      | Abner Blum                                   |
| Luana Martau        | Latifa / Rebeca Blum                         |
| Bruno Cabrerizo     | Hussein Zarif                                |
| Guilhermina Libanio | Cibele Nasser                                |
| Cristiane Amorim    | Maria Santa (Santinha)                       |
| Simone Gutierrez    | Aline Nasser Batista                         |
| Rafael Sun          | Arthur Nasser Batista (Arthurzinho)          |
| Glicério do Rosário | Caetano Batista                              |
| Nicette Bruno       | Ester Blum                                   |
| Osmar Prado         | Bóris Fischer                                |
| Betty Gofman        | Eva Roth Fischer                             |
| Flávio Migliaccio   | Mamede Al Aud                                |
| Filipe Bragança     | Benjamin Nasser Batista                      |
| Paula Burlamaqui    | Drª. Letícia Monteiro                        |
| Eduardo Mossri      | Dr. Faruq Murad                              |
| Ângelo Coimbra      | Padre Zoran                                  |
| Blaise Musipere     | Jean-Baptiste                                |
| Gabriela Munhoz     | Mágida Hadi                                  |
| Lola Fanucchi       | Muna Al Aud                                  |
| Leandro Firmino     | Detetive Tomás Gomes                         |
| Luciano Salles      | Dr. Rogério Pessoa                           |
| Max Lima            | Martin Patchou                               |
| Yasmin Garcez       | Fairouz Abdallah                             |
| Breno Delatorre     | Raduan Zarif                                 |
| Letícia Carnaval    | Salma Hadi / Salma Nasser Batista            |
| Sophia Roffe        | Hadije                                       |

### Participações especiais
| Intérprete             | Personagem                              |
| ---------------------- | --------------------------------------- |
| Herson Capri           | Sheik Aziz Abdallah                     |
| Letícia Sabatella      | Soraia Abdallah                         |
| Allan Souza Lima       | Youssef Abdallah                        |
| Vitor Thiré            | Davi Roth Fischer                       |
| Alexandre Moreno       | Delegado Evandro                        |
| Raquel Fabbri          | Estela                                  |
| Rafael Sieg            | Rodrigo Torquato                        |
| Lucas Capri            | Péricles Almeida                        |
| Rodrigo Vidal          | Khaled Faiek                            |
| Dani Ornellas          | Juíza Yolanda Santos                    |
| Gabi Costa             | Nazira Murad                            |
| Darília Oliveira       | Aida Abdallah                           |
| Miguel Nader           | Omar                                    |
| Cecília Homem de Mello | Calpúrnia de Oliveira                   |
| Alex Morenno           | Robson                                  |
| Anderson Melo          | Gabriel Yasbeck                         |
| Claire Digonn          | Zaira Faiek                             |
| Beth Berardo           | Nádia Faiek                             |
| Amir Haddad            | Tito Faiek                              |
| Ana Abbott             | Lourdes                                 |
| Rodrigo Gemino         | Amin                                    |
| Beatrice Sayd          | Samira                                  |
| Beth Zalcman           | Hamida Yunes                            |
| Ronaldo Tortelli       | Dr. Reinaldo                            |
| Alexandre Dacosta      | Simão                                   |
| Acauã Sol              | Salim                                   |
| Cláudia Assunção       | Ivaneide Gouveia                        |
| Sônia Zagury           | Dona Zefinha                            |
| Ricardo Conti          | Daniel                                  |
| Carlos Fonte Boa       | Transeunte                              |
| Paulo Carvalho         | Dr. Maurício                            |
| Lionel Fischer         | Juiz                                    |
| Thales Miranda         | Arthurzinho (criança)                   |
| Hélio Ribeiro          | Juiz na audiência de custódia da Dalila |

## Antecedentes
No final de 2015, Duca Rachid e Thelma Guedes foram promovidas ao horário das "novela das nove" quando tiveram a sinopse de O Homem Errado aprovada pela emissora para estrear em novembro de 2017 após A Força do Querer. Em setembro de 2016, porém, a novela foi cancelada e substituída na fila por O Outro Lado do Paraíso, sob a alegação de que a história era fraca para o horário, após avaliação dos capítulos entregues pelas autoras. Parte do elenco já havia sido escalado, incluindo Mariana Ximenes como protagonista, e teve que ser dispensado ou realocado em outras produções. No final daquele ano as autoras receberam a ordem de produzir uma nova sinopse, totalmente diferente da que estavam trabalhando, para o horário das 18h – no qual elas já haviam escrito O Profeta, Cama de Gato, Cordel Encantado e Joia Rara.

## Produção

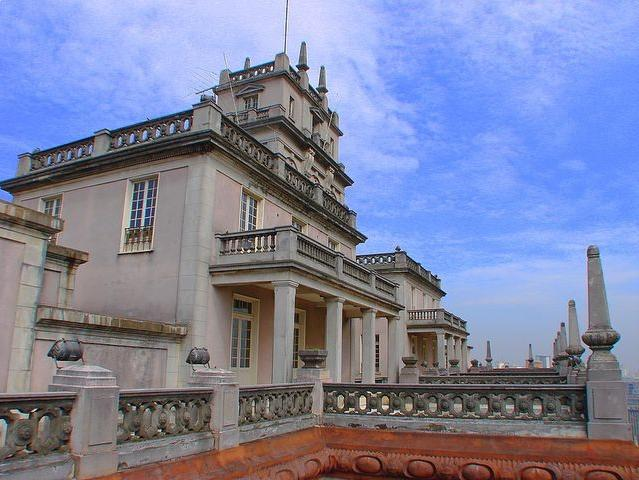
O Edifício Martinelli, em São Paulo, foi utilizado para simular os palacetes libaneses.

Originalmente intitulada Sal da Terra, a trama foi aprovada em abril de 2017 sob previsão de entrar no ar no início de 2018. Logo após o título foi mudado para Travessia e divulgado que o enredo giraria em torno de refugiados sírios no Brasil, aproveitando a repercussão mundial da temática dos Refugiados da Guerra Civil Síria. Em dezembro de 2017 o projeto deixou a fila das "novelas da seis" e foi realocado como supersérie das 23h, uma vez que a emissora temia que o tema fosse delicado demais para um horário do início de noite. Em janeiro de 2018 o título foi novamente alterado para Filhos da Terra. Em março a emissora decidiu não produzir a trama como supersérie e retomou a ideia de "novela da seis". Em agosto, mais uma vez, a trama mudou de nome para Órfãos da Terra, uma vez que a direção quis evitar confundir o público com a série Filhos da Pátria, que tinha nome título similar. Amora Mautner seria a diretora, porém após diversos adiamentos, a profissional foi realocada para a novela A Dona do Pedaço e substituída por Gustavo Fernandez.
Uma das principais decisões do diretor foi que os personagens não teriam sotaque carregado nas falas, evitando que soassem satirizando ou ofendendo a cultura do Oriente Médio retratado pela trama (sendo a única exceção Kaysar Dadour, para quem o português não é idioma natal). As primeiras reuniões de elenco ocorreram em 4 de dezembro de 2018. As gravações começaram na segunda semana de janeiro de 2019. Originalmente a direção pretendia gravar as primeiras cenas no Líbano e Síria, porém a decisão foi abortada pelo alto valor do euro, que superfaturaria o orçamento, sendo que as cenas condizentes com os países foram gravados em bairros típicos sírios, libaneses e árabes em São Paulo. Uma das locações utilizadas para simular o palacete da família Abdallah foi o Edifício Martinelli, enquanto mesquitas do bairro da Liberdade serviram de locação para as cenas supostamente na Síria. Em maio de 2019, Ana Cecília Costa se ausentou das gravações durante alguns dias para se recuperar de pneumonia e os roteiros tiveram que ser adaptados para cortar as cenas de sua personagens momentaneamente.
Em 2 de junho de 2019, Gabi Costa, que interpretava Nazira, morreu vítima de uma parada cardiorrespiratória. Foi o último trabalho de Flávio Migliaccio, que foi encontrado morto em seu sítio, na localidade da Serra do Sambê, no município fluminense de Rio Bonito no Rio de Janeiro em 4 de maio de 2020.

### Escolha do elenco
Bruno Gagliasso era a escolha original das autoras para o protagonista Jamil, repetindo a parceria de Cordel Encantado e Joia Rara, porém o ator também foi convidado por Aguinaldo Silva para protagonizar O Sétimo Guardião, optando pela segunda e sendo substituído por Renato Góes. A expectativa era de que Mariana Ximenes seguisse como protagonista da trama – uma vez que ela seria a principal da novela cancelada das autoras para as 21h – porém a direção avaliou que a atriz não conseguiria imprimir o padrão estético do Oriente Médio. Camila Pitanga foi convidada na sequência, porém a atriz preferiu integrar o elenco do seriado Aruanas. Com dificuldades na escalação, as autoras decidiram alterar o perfil da protagonista, rejuvenecendo a personagem em 10 anos – originalmente seria uma viúva de 30 anos – e Julia Dalavia foi anunciada no papel. Sophie Charlotte chegou a ser confirmada como a antagonista Dalila, porém com os adiamentos da novela a atriz decidiu deixar o elenco e aceitar o convite para as séries Todas as Mulheres do Mundo e Passaporte para Liberdade, sendo substituída por Alice Wegmann.
Jayme Matarazzo interpretaria Bruno, mas pediu afastamento para se dedicar a outros projetos e foi substituído por Rodrigo Simas. José de Abreu e Cássio Gabus Mendes foram cogitados para interpretar Norberto; porém, o primeiro foi escalado para a novela A Dona do Pedaço, enquanto o segundo teve que deixar o elenco quando o remake de Éramos Seis, do qual também faria parte, foi adiantado para substituir Órfãos da Terra; ambos foram substituídos por Guilherme Fontes.  Confirmada como Sara, Chandelly Braz foi substituída por Verônica Debom sem explicações. Emanuelle Araújo teve que fazer um acordo com a Netflix, onde protagonista Samantha!, para poder integrar a telenovela sem comprometer as gravações da segunda temporada do seriado. Com destaque em Malhação: Vidas Brasileiras, Guilhermina Libanio deixou o elenco da temporada e foi realocada para a trama para interpretar Cibele, sua segunda personagem vítima de gordofobia. Kaysar Dadour, participante do Big Brother Brasil 18, passou nos testes para o elenco em novembro de 2018, sendo apenas o quarto na história do reality show a ter a chance de integrar uma telenovela da emissora, após Grazi Massafera, Juliana Alves e Vanessa Pascale.

## Exibição
Originalmente a trama estrearia no segundo semestre de 2018 após Irmãos de Sangue, de Euclydes Marinho, porém após o cancelamento desta, a produção foi adiantada para março daquele ano, substituindo Tempo de Amar. Em julho de 2017, no entanto, foi anunciado que Orgulho e Paixão viria antes de Órfãos da Terra, que foi transferida para o segundo semestre. Em dezembro de 2017 a trama deixou a fila de "novelas das seis" e foi promovida para supersérie das 23h para substituir Onde Nascem os Fortes. Em março de 2018 a emissora decidiu devolver a produção para o status de "novela das seis", escalando-a após Espelho da Vida no início de 2019. A primeira chamada foi exibida no dia 2 de março e a estreia em 2 de abril.
Em ação inédita, a emissora passou a publicar na plataforma Globoplay cada capítulo um dia antes da exibição na televisão. Órfãos da Terra estava programada para terminar em novembro, mas foi adiantada para 27 de setembro devido às avaliações internas de esgotamento da trama.

### Exibição internacional
No mercado latino, estreou no Uruguai, através da Teledoce, com o título Huérfanos de su Tierra, em 16 de março de 2020, substituindo a telenovela brasileira Segundo Sol no horario das 22:15hs, marcando assim o retorno das novelas das 18hs ao horário nobre do canal uruguaio após mais de 20 anos, desde a exibição de Mulheres de Areia. No dia 15 de junho de 2020, o Red UNO estreou às 14:00 inaugurando o slot das novelas sem ATB, até a chegada de Avenida Brasil.

## Recepção

### Audiência
Órfãos da Terra estreou com 21,5 pontos, representando meio ponto a mais que o primeiro capítulo da antecessora, Espelho da Vida.
Em 6 de abril, bateu seu primeiro recorde com 22 pontos.
Em 8 de abril, chegou aos 25 pontos, a melhor marca em um ano, desde o início de Orgulho e Paixão. Em 16 de abril, bateu recorde de audiência, marcando 28 pontos no Rio de Janeiro.
No dia 19 de abril, a novela atingiu 17 pontos.
Bateu recorde de audiência em seu penúltimo capítulo, que exibiu o casamento de Valéria e Camila, marcando 27 pontos.
O último capítulo marcou 25 pontos e, ao todo, Órfãos da Terra teve uma média geral de audiência de 22 pontos, um aumento de mais de 4 pontos em relação a antecessora, Espelho da Vida, que fechou com 17,7.

### Prêmios e indicações
| Ano  | Prêmio                           | Categoria                | Indicado                    | Resultado | Ref.            |
| ---- | -------------------------------- | ------------------------ | --------------------------- | --------- | --------------- |
| 2019 | Rose d'Or                        | Melhor Telenovela        | Duca Rachid e Thelma Guedes | Venceu    | [ 99 ] [ 100 ]  |
| 2019 | Troféu APCA                      | Melhor Novela            | Duca Rachid e Thelma Guedes | Indicado  | [ 101 ] [ 102 ] |
| 2019 | Troféu APCA                      | Melhor Ator de Televisão | Flávio Migliaccio           | Venceu    | [ 101 ]         |
| 2019 | Troféu APCA                      | Melhor Ator de Televisão | Herson Capri                | Indicado  | [ 101 ]         |
| 2019 | Melhores do Ano                  | Melhor Ator de Novela    | Renato Góes                 | Indicado  | [ 103 ]         |
| 2019 | Melhores do Ano                  | Melhor Atriz de Novela   | Alice Wegmann               | Indicada  | [ 103 ]         |
| 2019 | Melhores do Ano                  | Melhor Ator Revelação    | Kaysar Dadour               | Venceu    | [ 103 ]         |
| 2020 | Seoul International Drama Awards | Grand Prize              | Duca Rachid e Thelma Guedes | Venceu    | [ 104 ]         |
| 2020 | Emmy Internacional               | Melhor Telenovela        | Duca Rachid e Thelma Guedes | Venceu    | [ 105 ]         |

## Música
A trilha sonora da telenovela foi lançada em 31 de maio de 2019 pela gravadora Som Livre. A capa apresenta os protagonistas Julia Dalavia e Renato Góes, caracterizados como Laila e Jamil, respectivamente.
Faixas
| N.º | Título                       | Artista                           | Duração |  |
| 1.  | "Diáspora"                   | Tribalistas                       |         |  |
| 2.  | "La Bel Haki"                | Adonis                            |         |  |
| 3.  | "Algo Parecido"              | Skank                             |         |  |
| 4.  | "As Mina De Sampa"           | Rita Lee                          |         |  |
| 5.  | "Qué Vendrá"                 | Zaz                               |         |  |
| 6.  | "Sister"                     | Tracey Thorn e Corinne Bailey Rae |         |  |
| 7.  | "Todo Dia"                   | Roberta Campos                    |         |  |
| 8.  | "Onde Deus Possa Me Ouvir"   | Ana Vilela                        |         |  |
| 9.  | "Where Light Pours In"       | Gustavo Bertoni                   |         |  |
| 10. | "Apenas Mais Uma de Amor"    | Vanessa da Mata                   |         |  |
| 11. | "Depressa A Vida Passa"      | Renato Braz                       |         |  |
| 12. | "Ya Taier Sallamli Ktir"     | Sami Bordokan                     |         |  |
| 13. | "Raksit Leila"               | Mashrou' Leila                    |         |  |
| 14. | "Longe de Mim (La Bel Haki)" | Tiê                               |         |  |